# Soudy v Praze

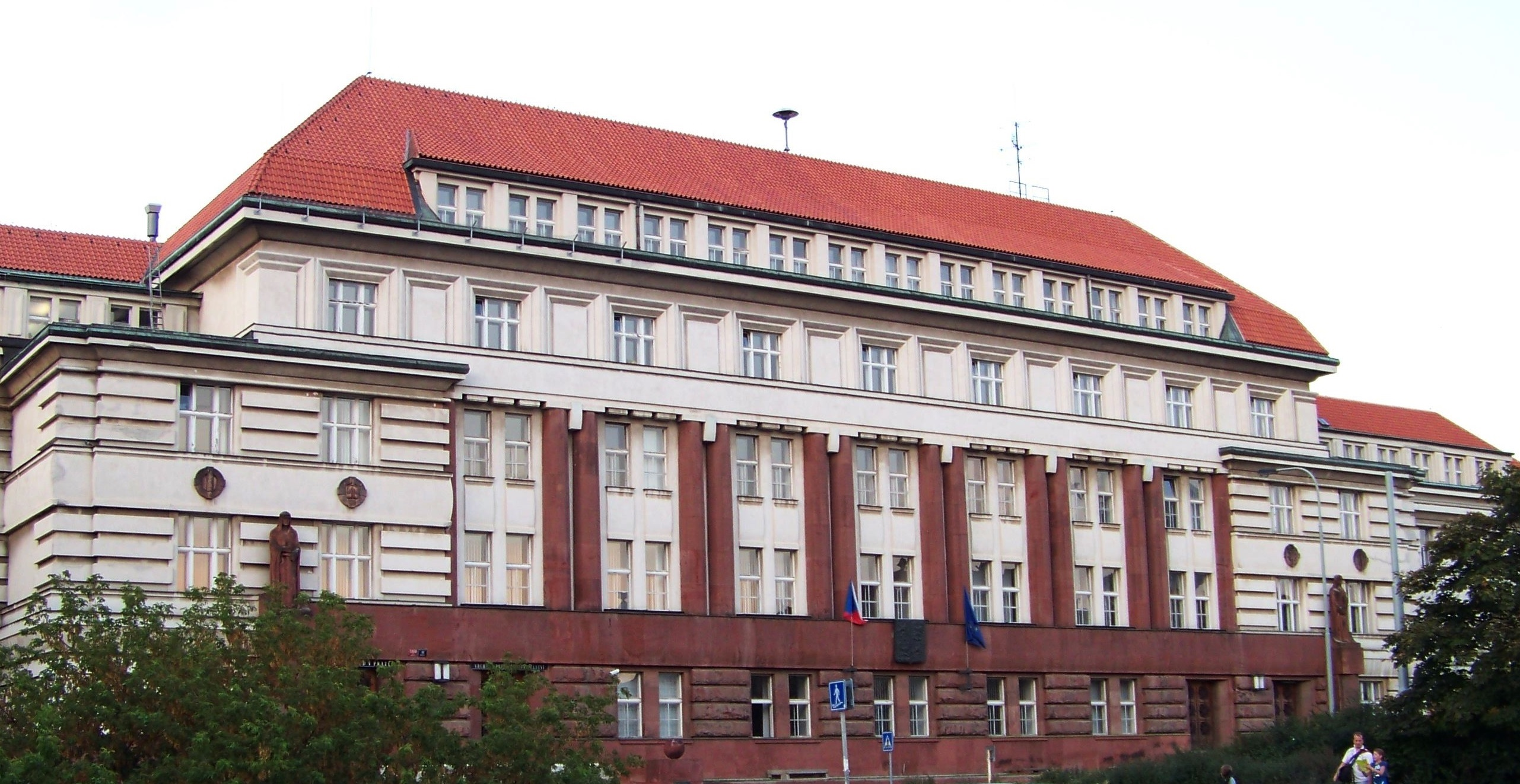
Vrchní soud v Praze

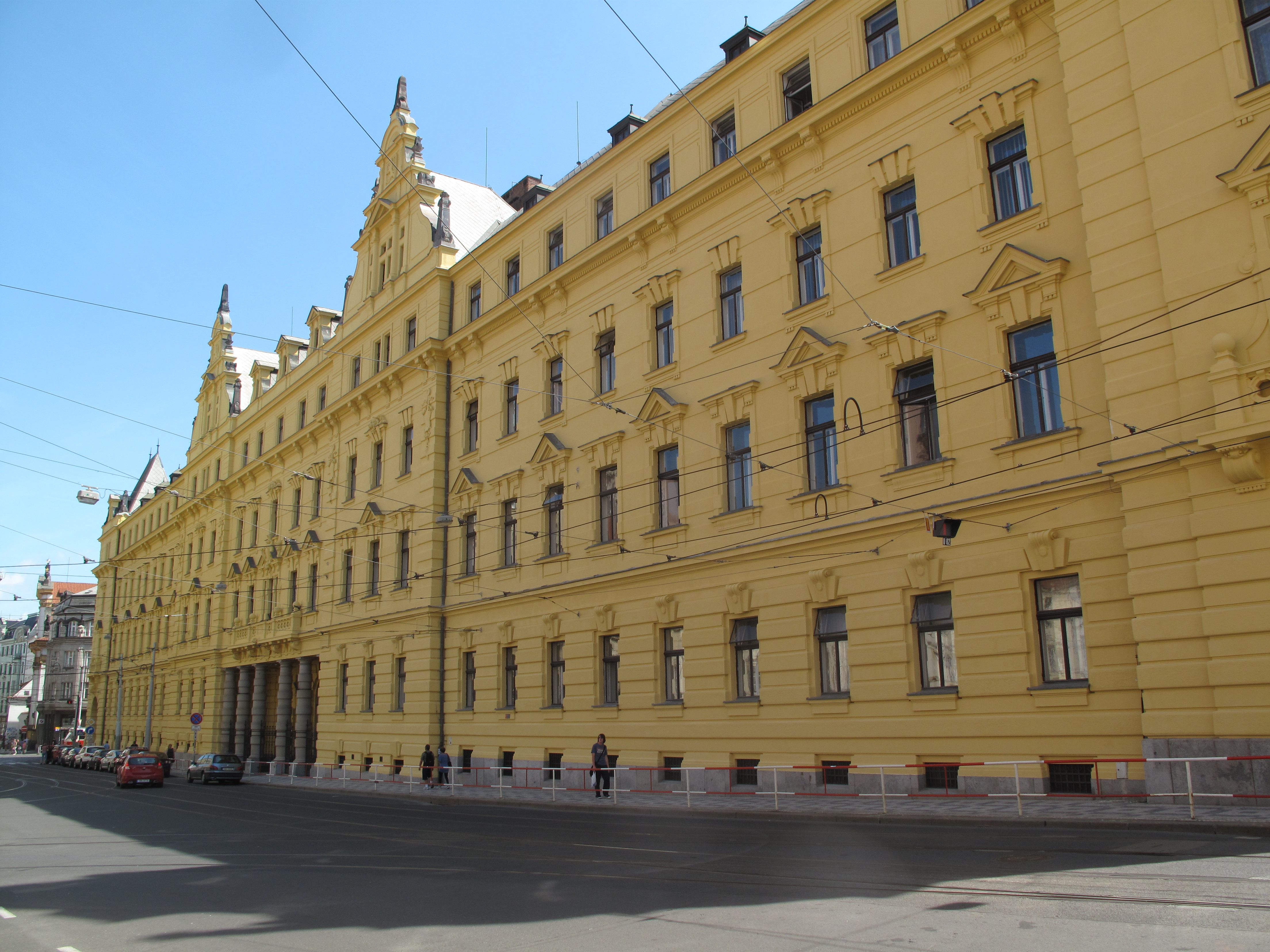
Městský soud v Praze

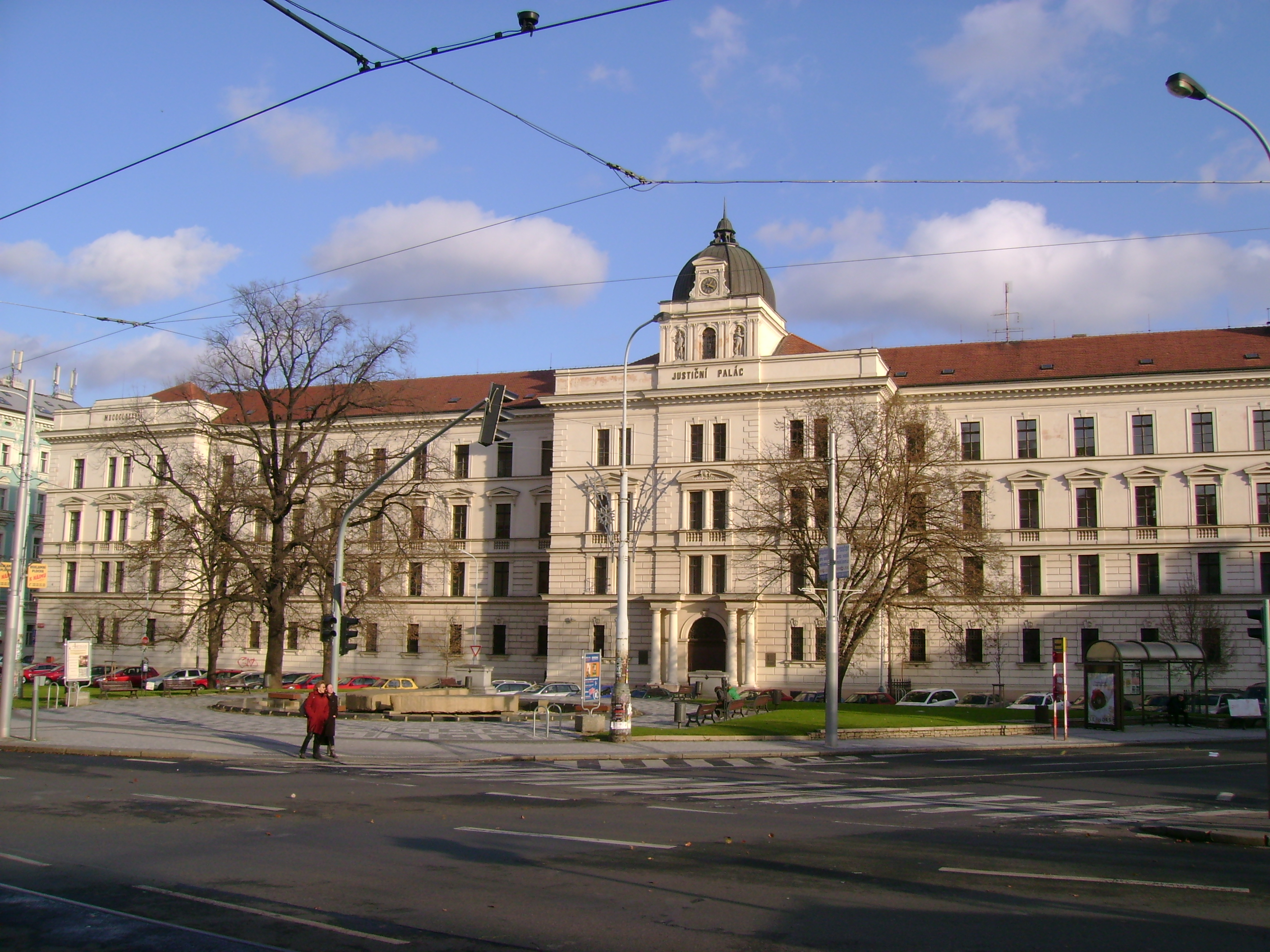
Krajský soud v Praze

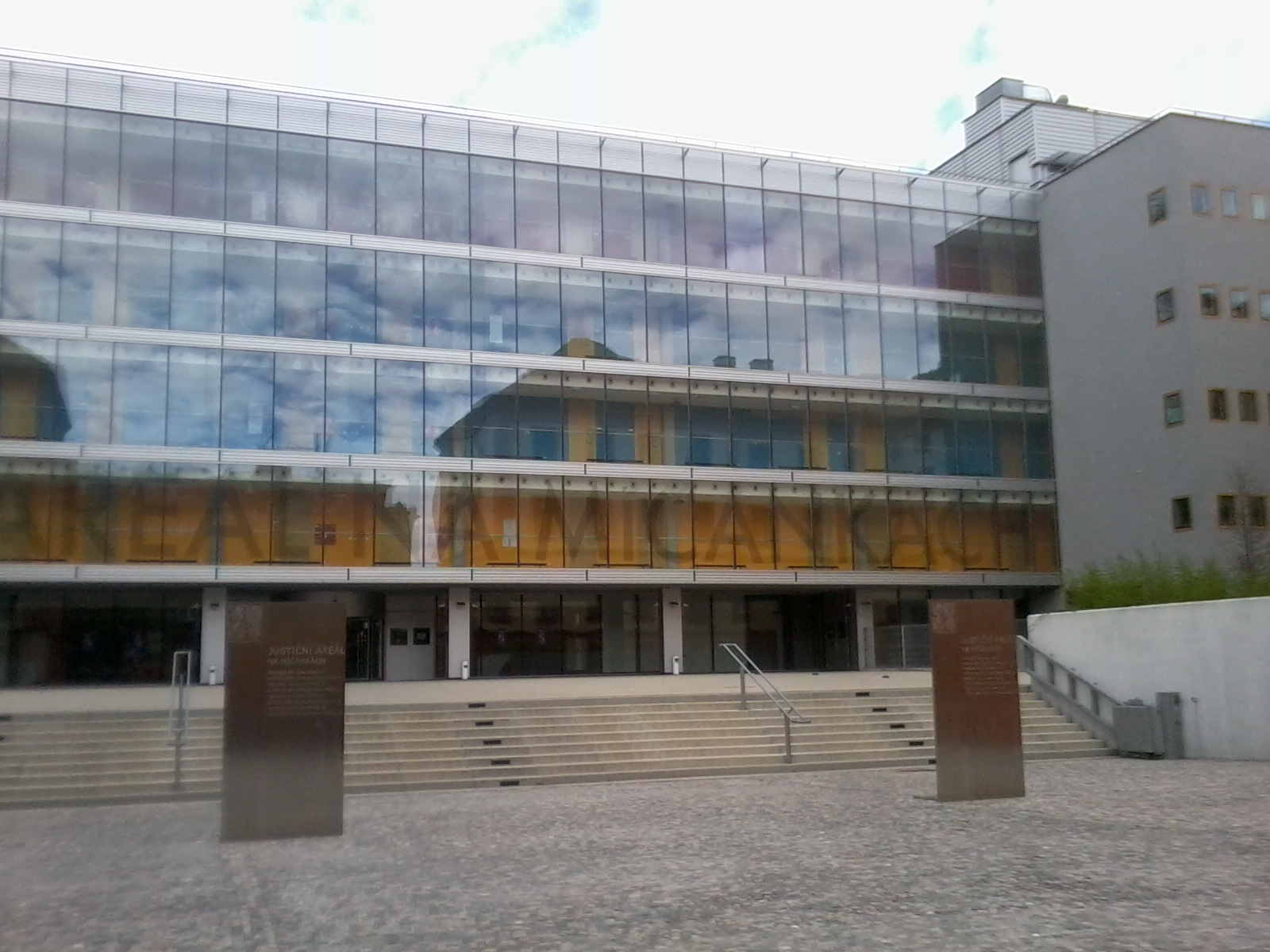
Justiční areál Na Míčánkách

Soudy v Praze zahrnují všechny soudy v Česku, které sídlí na území hlavního města Prahy. V moderním slova smyslu vznikly po revolučních událostech 1848, a přestože prošly zajímavým vývojem vzhledem k růstu Prahy i vzhledem ke střídání různých režimů a států, byly soudy rakouskými, československými i jen českými, svou strukturu a zaměření už příliš neměnily.

## Okresní soudy
Na území hlavního města Prahy a města Vyšehrad vznikly v roce 1850 tři okresní soudy (pro Staré Město a Josefov, pro Nové město a Vyšehrad a pro Malou Stranu a Hradčany), o pět let později byly ale zrušeny a soudní moc na okresní úrovni obvykle vykonával smíšený okresní úřad, v Praze však byly v sídle zemského soudu zřízeny tři „městské delegované okresní soudy“, dva civilní (jeden pro Staré Město, Josefov, Nové Město a Vyšehrad, druhý pro Hradčany a Malou Stranu) a jeden trestní pro přestupky. V roce 1873 vznikl také samostatný okresní Obchodní soud. Tento systém městských delegovaných okresních soudů se už neměnil, ačkoli se postupně zvyšoval počet civilních soudů, kterých bylo nakonec pět. Od staroměstského se v roce 1883 osamostatnil okresní soud pro Nové Město a Vyšehrad, aby se roku 1895 rozdělil na okresní soud pro horní Nové Město a Vyšehrad a okresní soud pro dolní Nové Město a Holešovice-Bubny. Nakonec se v roce 1904 osamostatnil i okresní soud pro Holešovice-Bubny.
Po vzniku Československé republiky byla vytvořena Velká Praha, na což bylo nutné reagovat i v oblasti justice. Věci se týkal zákon č. 213/1925 Sb., kterým se upravuje soudnictví v hlavním městě Praze, na jehož základě byla vydána příslušná vládní nařízení. Podle nich pak z původních okresních soudů pro Staré Město a Josefov, pro horní Nové Město a pro dolní Nové Město vznikl Okresní soud civilní pro vnitřní Prahu (Praha I, II, V a VI) sídlící v justičním paláci na Karlově náměstí, z okresních soudů pro Malou Stranu a na Smíchově Okresní soud civilní pro Prahu-západ (Praha III, IV, XVI, XVII a XVIII) v Karmelitské ulici, z okresního soudu pro Holešovice-Bubny Okresní soud civilní pro Prahu-sever (Praha VII, XIX a z Prahy VIII Bohnice, Kobylisy, Troja) v Dejvické ulici, z okresních soudů na Žižkově a v Karlíně Okresní soud civilní pro Prahu-východ (Praha IX, X, XI a z Prahy VIII Libeň, Střížkov) v Karlově ulici a z okresních soudů v Královských Vinohradech, v Nuslích a ve Vršovicích Okresní soud civilní pro Prahu-jih (Praha XII, XIII, XIV a XV) ve Francouzské ulici. Plně městské ale byly jen soudní okresy Vnitřní Praha a Praha-jih, soudní okresy Praha-sever, -východ a -západ zahrnovaly i některé okolní obce z politického okresu Praha-venkov. Dále byl přejmenován okresní soud pro přestupky na Okresní soud trestní a také vznikl samostatný okresní Exekuční soud.
Další změna přišla po Únoru 1948, kdy byly všechny soudy navázány na systém národních výborů. Zanikly specializované soudy obchodní a exekuční a na celém území Prahy působily už jen dva okresní soudy, jeden pro věci civilní a druhý pro věci trestní. Tento stav ale nevydržel dlouho, po další správní reformě v roce 1960 bylo pro pražské obvody vytvořeno deset obvodních soudů:
- Obvodní soud pro Prahu 1
- Obvodní soud pro Prahu 2
- Obvodní soud pro Prahu 3
- Obvodní soud pro Prahu 4
- Obvodní soud pro Prahu 5
- Obvodní soud pro Prahu 6
- Obvodní soud pro Prahu 7
- Obvodní soud pro Prahu 8
- Obvodní soud pro Prahu 9
- Obvodní soud pro Prahu 10

Pro okolní obce byl zřízen Okresní soud Praha-východ a Okresní soud Praha-západ. Po sametové revoluci se situace nezměnila, ačkoli správní členění Prahy ještě několikrát ano. Pouze po roce 2006 se polovina z nich sestěhovala do Justičního areálu Na Míčánkách.

## Vyšší soudy
Podobně jako okresní soudy, vznikl v Praze ve stejném období i krajský soud, který se označoval jako soud zemský a který rozhodoval o odvoláních proti rozhodnutím jak pražských, tak některých okresních soudů ve středních Čechách, a zároveň měl i vlastní složitější agendu. Vedle něj v roce 1857 vznikl specializovaný Zemský soud obchodní. Po roce 1919 byl obecný zemský soud rozdělen na Zemský soud civilní a Zemský soud trestní, roku 1928 byly všechny přejmenovány na soudy krajské a od roku 1949 sloučeny do jednoho obecného Krajského soudu v Praze. Ten působí dodnes, ovšem po roce 1960 už jen s působností vůči Středočeskému kraji, protože pro území města Prahy z něj byl vyloučen Městský soud v Praze. V krátkém mezidobí let 1992–2000 existoval i Krajský obchodní soud v Praze, který byl ale poté sloučen s městským soudem.
Odvolacím soudem vůči všem krajským soudům v Čechách byl Vrchní zemský soud v Praze, který byl založen také roku 1850. Z hlediska vývoje byl nejstabilnějším článkem soustavy pražských soudů, zrušen byl až roku 1949. Instituce vrchního soudu byla obnovena se vznikem samostatné České republiky v roce 1993, když se dosavadní republikový Nejvyšší soud transformoval ve Vrchní soud v Praze.
Nejvyšší soudy nikdy neměly v Praze své jednoznačné sídlo. Československý Nejvyšší soud byl sice oficiálně založen roku 1918 v Praze, už o rok později však byl přesunut do Brna, které je dodnes centrem české justice. Do Prahy se dostal až po roce 1950, ovšem roku 1993 se jako federální Nejvyšší soud vrátil do Brna, kde se přeměnil na Nejvyšší soud České republiky. Také prvorepublikový Nejvyšší správní soud i Ústavní soud sice byly po celou dobu své existence umístěny v hlavním městě, ale obnoveny byly už se sídlem v Brně.